# Oradour-sur-Vayres (tổng)
Tổng Oradour-sur-Vayres là một tổng của Pháp tọa lạc tại tỉnh Haute-Vienne trong vùng Nouvelle-Aquitaine.

## Địa lý
Tổng này được tổ chức xung quanhd'Oradour-sur-Vayres trong quận Rochechouart. Độ cao khu vực này là 246 m (Oradour-sur-Vayres) đến 476 m (Cussac) độ cao trung bình trên mực nước biển là 348 m.

## Hành chính
| Giai đoạn | Ủy viên         | Đảng | Tư cách |
| --------- | --------------- | ---- | ------- |
| 2001-2008 | Marcel Allafort | ADS  |         |
| 2008-2014 | Guy Baudrier    | ADS  |         |

## Phân chia đơn vị hành chính
Tổng Oradour-sur-Vayres được chia thành 5 xã và khoảng 3 997 người (điều tra dân số năm 1999 không tính trùng dân số).
| Xã                    | Dân số | Mã bưu chính | Mã insee |
| --------------------- | ------ | ------------ | -------- |
| Champagnac-la-Rivière | 557    | 87150        | 87034    |
| Champsac              | 550    | 87230        | 87036    |
| Cussac                | 1 123  | 87150        | 87054    |
| Oradour-sur-Vayres    | 1 636  | 87150        | 87111    |
| Saint-Bazile          | 131    | 87150        | 87137    |

## Thông tin nhân khẩu
| 1962                                                     | 1968  | 1975  | 1982  | 1990  | 1999  |
| -------------------------------------------------------- | ----- | ----- | ----- | ----- | ----- |
| 4 617                                                    | 4 998 | 4 728 | 4 544 | 4 307 | 3 997 |
| Nombre retenu à partir de 1962 : dân số không tính trùng |       |       |       |       |       |